# Chromecast
De Chromecast, ook wel Google Cast genoemd, is een HDMI-dongle die men in de televisie plaatst en met wifi verbindt. Hierna kan men content van verschillende bronnen afspelen. Het apparaat is via smartphone of tablet te bedienen. Het apparaat is sinds maart 2014 in onder meer Nederland en België beschikbaar. Android- en iOS-apps ondersteunen het apparaat breed, zodat men foto's, video's, muziek en zelfs computerspellen kan afspelen op het grote scherm van de televisie.
De eerste generatie Chromecast kwam op 24 juli 2013 beschikbaar voor aankoop in de Verenigde Staten. De tweede generatie van de Chromecast en het audio-only-model Chromecast Audio, werden uitgebracht op 29 september 2015. Later, in november 2016, is de Chromecast Ultra uitgekomen met een resolutie tot 4K (ultra hd) en high dynamic range (HDR). De derde generatie van de hd-video-Chromecast werd uitgebracht in oktober 2018. De laatste modellen, genaamd Chromecast met Google TV, waren de eerste in de productlijn met een interactieve gebruikersinterface en afstandsbediening; een 4K-versie werd uitgebracht in september 2020, gevolgd door een hd-versie in september 2022. In 2024 werd de Chromecast-productlijn stopgezet en vervangen door de Google TV Streamer.

## Functies en werking

Pictogram voor de "cast"-knop

Chromecast is een dongle die wordt aangesloten op de HDMI-poort van een hd-televisie of beeldscherm. De stroom wordt geleverd door het apparaat aan te sluiten op een USB-poort. Het apparaat maakt verbinding met het internet via een wifi- of een ethernetadapter met het Google-account van de gebruiker. Het apparaat dient via internet ingesteld te worden.
De Chromecast biedt twee methoden om te casten:
- Inhoud naar een televisie te streamen: het eerste gebruik van mobiele apps en webapps die de Google Cast-technologie ondersteunen.
- Het streamen van inhoud weergegeven door de webbrowser Google Chrome draaiende op een pc.

In beide gevallen wordt het afspelen gestart door een knop op het desbetreffende apparaat.
De primaire methode van het afspelen van media op het apparaat is via Google-Cast-enabled mobiele apps en webapps, die programmaselectie, afspelen en het volume regelen. De Chromecast zelf streamt de media van het web binnen een lokale versie van de Chrome-browser, en daardoor kan het besturende apparaat voor andere taken, zoals het beantwoorden van een oproep of het gebruik van een andere toepassing nog gebruikt worden. 
Mobiele apps ingeschakeld voor Chromecast zijn beschikbaar voor Android 2.3+ en iOS 6.0+; webapps ingeschakeld voor Chromecast zijn beschikbaar op computers met Google Chrome (op Microsoft Windows 7+, Mac OS 10.7+, Linux en Chrome OS voor Chromebooks draaien Chrome 28+) door de installatie van de Cast Extension in de browser. 
Als er geen inhoud wordt gestreamd, toont de Chromecast een door de gebruiker gepersonaliseerde achtergrond. Er kunnen persoonlijke foto's, illustraties, weer, satellietbeelden, weerberichten en nieuws weergeven worden.

## Versies
- Chromecast (1ste generatie) (juli 2013 t/m september 2015)
- Chromecast (2de generatie) (september 2015 t/m september 2018)
- Chromecast Audio (vanaf september 2015)
- Chromecast Ultra (vanaf november 2016)
- Chromecast (3de generatie) (vanaf oktober 2018)
- Chromecast met Google TV (vanaf september 2020)

## Chromecast met Google TV

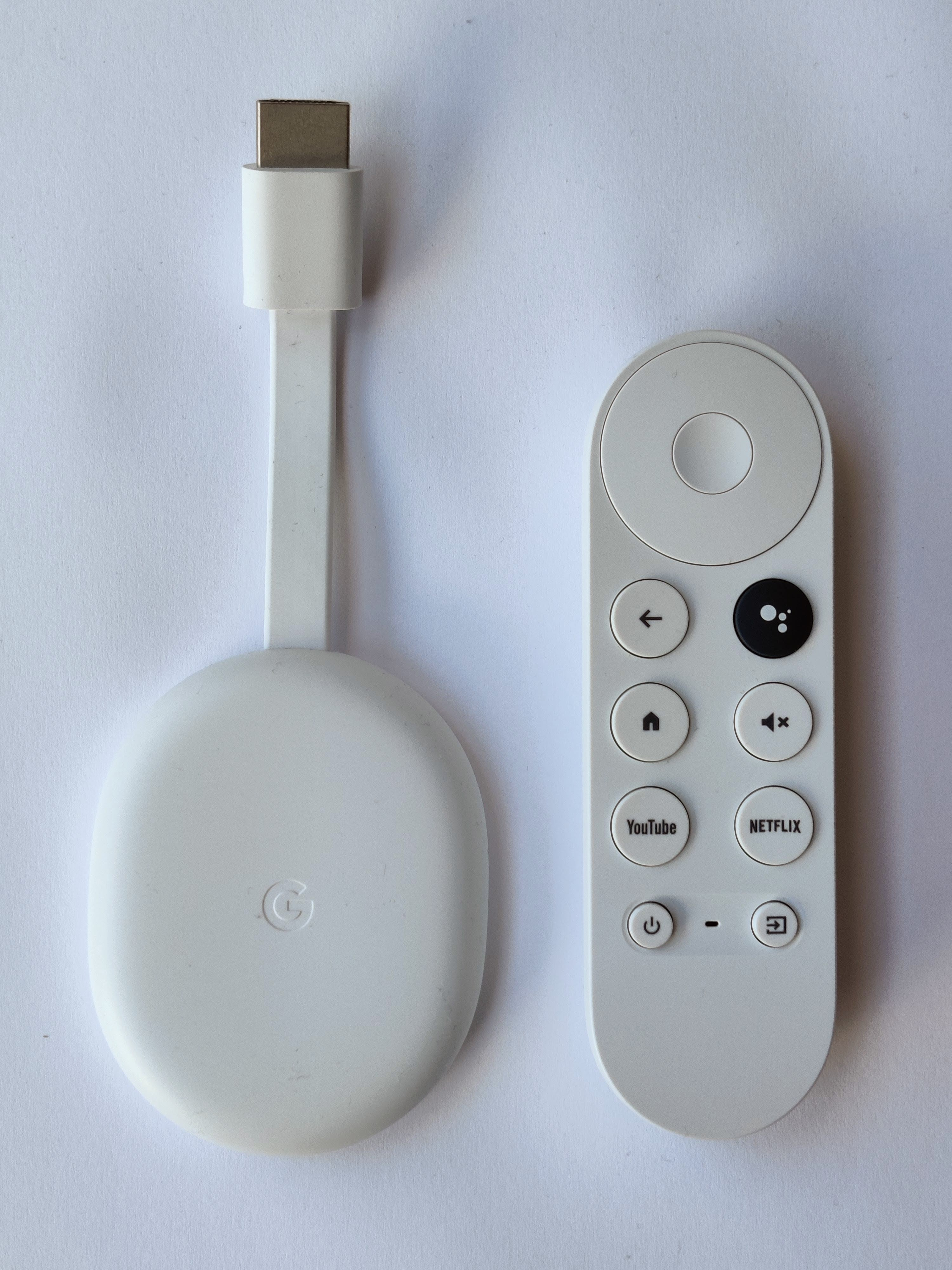
Chromecast met Google TV

Op 30 september 2020 lanceerde Google een nieuwe Chromecast die afweek van zijn voorgangers. Dit nieuwe apparaat verscheen met een afstandsbediening en het op Android gebaseerde besturingssysteem Google TV, waarmee media afgespeeld kan worden zonder tussenkomst van een mobiel apparaat dat een 'cast' moet starten. Daarnaast kan de afstandsbediening via een infrarode zender onder andere het volume van televisies regelen. Verder kunnen er apps geïnstalleerd worden op dit apparaat en is de afstandsbediening voorzien van een microfoon en knop voor Google Assistant. Om te voorzien in opslag voor apps en media heeft dit apparaat 8 gigabyte aan opslag. Verder is het apparaat in staat om 4K Ultra HD-video met 60 beelden per seconde te renderen.